# Suribati Ike
Suribati Ike (japanisch すりばち池 ‚Mörsersee‘) ist ein See an der Prinz-Harald-Küste des ostantarktischen Königin-Maud-Lands. Er liegt in einer Senke im Zentrum der Skarvsnes.
Japanische Kartographen kartierten ihn anhand von Vermessungen und Luftaufnahmen aus den Jahren von 1962 bis 1973. Sie benannten ihn 1972.